# Апостол Тадеј (један од Седамдесеторице)
Тадеј, један од Седамдесеторице, а не онај Тадеј, који бијеше један од Дванаесторице апостола. 
Свети Тадеј прво виде и чу Јована Крститеља и прими крштење од њега, а потом виде Господа Исуса и сљедоваше Њему. Господ га уврсти у Седамдесет малих апостола, које посла по два и два пред лицем Својим.
Послије славног Свог васкрсења и вазнесења Господ посла Тадеја у Едесу, родно мјесто Тадејево, а према своме обећању кнезу Авгару, које овоме даде Господ онда када му посла убрус са ликом Својим. Цјеливањем тога убруса Авгар би исцијељен од губе, но не сасвим. Мало губе бијеше му остало још на лицу. Када се Свети Тадеј јави Авгару, овај га прими са великом радошћу. Апостол Христов поучи га вјери истинитој и потом га крсти. Када крштени Авгар излажаше из воде спаде и остатак губе с њега и би здрав потпунице. Познавши Бога, кнез Авгар хоћаше да и његов народ позна Бога истинога и да га прослави. И сазва кнез све грађане Едесе пред апостола Тадеја да чују проповијед о Христу. Чувши ријечи апостолске и видјевши чудесно исцијељење кнеза свога, људи одбацише идоле и нечисто живљење, примише вјеру Христову и крстише се. И тако се град Едеса просвијети вјером Христовом. Кнез Авгар изнесе много злата и понуди апостолу, но Тадеј му рече: „Кад своје остависмо, како туђе да примамо?”
И проповиједаше свети апостол Тадеј Јеванђеље по Сирији и Финикији. Упокојио се у Господу у граду Вириту Финикијском.
(Из „Охридског пролога” Владике Николаја)

Град Вирит (данашњи Бејрут) помиње се као мјесто Тадејевог упокојења (44. године)у словенском минеју. Према другим изворима скончао је у Едеси. Према древном јерменском предању, апостол Тадеј је послије многих мучења посјечан мачем 21. децембра у артаској области (провинција Васпуракан, Велика Јерменија) 50. године.
Тадеј се заједно са Маријем сматра аутором једне од три литургије источно-сиријског обреда, који се сачувао у дохалкидонској Асиријској цркви Истока.

### Празновање
Православни хришћани празнују Светог апостола Тадеја 21. августа (3. септембра) и 4. (17) јануара, на дан Сабора светих Седамдесет апостола. 